# Bruna Vilamala
Bruna Vilamala, née le 4 juin 2002 à Sant Vicenç de Torelló en Espagne, est une footballeuse espagnole qui joue comme attaquante pour Brighton & Hove Albion FC en prêt du FC Barcelone .

## Carrière

### En club
Née dans la ville de Borgonyà  dans la municipalité de San Vicente de Torelló, Vilamala rejoint la section juvénile du FC Barcelone alors qu'elle n'avait que onze ans .
En octobre 2018, Vilamala se déchire le ligament croisé antérieur lors d'un match contre l'AEM Lleida .
Elle fait ses débuts avec l'équipe première du Barça le 1er février 2020 contre Séville à seulement 17 ans, faisant d'elle, à l'époque, la quatrième plus jeune joueuse à porter le maillot du club barcelonais. Au cours de la saison 2020-21, elle est régulièrement appelée dans l'équipe première du Barça. Le 18 octobre 2020, elle marque son premier but en Primera División lors de la victoire 6-0 contre le Sporting de Huelva. Le 10 mai 2021, elle marque contre Granadilla, seul but du match qui permet au club de remporter le titre de la Liga Iberdrola . Au cours de cette saison, Barcelone réalise la meilleure campagne de son histoire en remportant les titres de Liga F, de Copa de la Reina et de Ligue des Champions. De son côté, Vilamala termine la saison avec 12 buts marqués en Liga F en seulement 15 matchs, étant la sixième meilleure buteuse de la saison et la deuxième avec la meilleure moyenne de buts .
Le 25 octobre 2021, Vilamala subit une deuxième déchirure du ligament croisé antérieur de sa carrière lors d'un match amical avec l'équipe nationale espagnole de football des moins de 23 ans . Elle fait son retour le 20 novembre 2022 lors d'un match de Liga F contre le Deportivo Alavés .

### En équipe nationale
En 2018, Vilamala est appelée dans l'équipe espagnole U-17 pour participer au Championnat d'Europe féminin U-17, qui se déroule en Lituanie .

## Statistiques
Statistiques au 21 décembre 2023 
| club              | Saison            | Ligue             | Ligue  | Ligue | Coupe  | Coupe | Autre  | Autre | UWCL   | UWCL | Total  | Total |
| club              | Saison            | Division          | Matchs | Buts  | Matchs | Buts  | Matchs | Buts  | Matchs | Buts | Matchs | Buts  |
| ----------------- | ----------------- | ----------------- | ------ | ----- | ------ | ----- | ------ | ----- | ------ | ---- | ------ | ----- |
| Barcelone         | 2019-2020         | Première Division | 1      | 0     | 0      | 0     | 0      | 0     | 0      | 0    | 1      | 0     |
| Barcelone         | 2020-2021         | Première Division | 15     | 12    | 3      | 1     | 0      | 0     | 2      | 0    | 20     | 13    |
| Barcelone         | 2021-2022         | Première Division | 5      | 3     | 0      | 0     | 0      | 0     | 2      | 0    | 7      | 3     |
| Barcelone         | 2022-2023         | Première Division | 10     | 1     | 1      | 3     | 0      | 0     | 5      | 0    | 16     | 4     |
| Barcelone         | 2023-2024         | Première Division | 5      | 0     | 0      | 0     | 0      | 0     | 1      | 0    | 6      | 0     |
| Total en carrière | Total en carrière | Total en carrière | 36     | 16    | 4      | 4     | 0      | 0     | 10     | 0    | 50     | 20    |

## Palmarès
Barcelone
- Primera División : 2020-21, 2021-22
- Coupe de la Reine : 2020-21, 2021-22
- Ligue des champions féminine de l'UEFA : 2020-2021, 2022-2023 [12]
- Supercoupe d'Espagne féminine : 2021–22

Espagne
- Championnat féminin des moins de 17 ans de l'UEFA : 2018